# Erzbistum Cagayan de Oro
Das Erzbistum Cagayan de Oro (lat.: Archidioecesis Cagayana) ist eine auf den Philippinen gelegene römisch-katholische Erzdiözese mit Sitz in Cagayan de Oro.

## Geschichte
Das Bistum Cagayan de Oro wurde am 20. Januar 1933 durch Papst Pius XI. aus Gebietsabtretungen des Bistums Zamboanga errichtet. Es wurde dem Erzbistum Cebu als Suffraganbistum unterstellt. Sein Gebiet umfasste 
- die Provinz Surigao mit den Inseln Dinagat und Siargao,
- die Provinz Agusan,
- die Provinz Misamis Oriental mit der Insel Camiguin,
- die Provinz Misamis Occidental,
- die Provinz Bukidnon und
- den südlichen Teil der Provinz Lanao (Provinz).

Am 3. Juni 1939 gab das Bistum Cagayan de Oro die Provinzen Surigao und Agusan zur Gründung des Bistums Surigao ab. Eine weitere Gebietsabtretung erfolgte am 27. Januar 1951, als die Provinz Misamis Occidental und der südliche Teil der Provinz Lano zur Gründung der Territorialprälatur Ozamis abgegeben wurden.
Am 29. Juni 1951 wurde das Bistum Cagayan de Oro zum Erzbistum erhoben. Zu seinem Gebiet gehören derzeit die Provinzen Misamis Oriental und Bukidnon.

## Bischöfe

### Bischöfe von Cagayan de Oro
- James Thomas Gibbons Hayes SJ, 1933–1951

### Erzbischöfe von Cagayan de Oro
- James Thomas Gibbons Hayes SJ, 1951–1970
- Patrick Cronin SSCME, 1970–1988
- Jesus Tuquib, 1988–2006
- Antonio Ledesma SJ, 2006–2020
- José Araneta Cabantan, seit 2020